# Éditions Gallmeister
Les éditions Gallmeister sont une maison d'édition indépendante fondée en 2006. Initialement spécialisée en littérature nord-américaine, elle s’ouvre aux littératures d’autres pays depuis 2021.
Célèbre pour ses publications de nature writing, la maison propose aussi d'autres genres, comme des romans noirs ou des polars. Elle a deux collections, « Fiction » pour le grand format et « Totem » pour le format poche. Son logo est une patte de loup.

## Présentation
Oliver Gallmeister, ancien contrôleur de gestion chez Hachette,,, fonde sa propre maison d'édition en 2006 sous la forme d'une SARL au capital de 30 000 euros. Il travaille avec Laurent Beccaria et cherche à rester une microstructure. Il a publié six livres la première année, et en est à dix parutions en moyenne par an désormais (en grand format) et 5 000 exemplaires vendus en moyenne par titre.
Parmi ses plus gros succès, se trouve Sukkwan Island de David Vann publié en 2010 et prix Médicis étranger 2010, qui compte plus de 300 000 exemplaires vendus en neuf ans, et My Absolute Darling de Gabriel Tallent, paru en mars 2018 et vendu depuis à 160 000 exemplaires en France. 
En 2016, Jake Hinkson remporte le prix Mystère de la critique avec L'Enfer de Church Street. Deux ans plus tard, il gagne le grand prix de littérature policière pour Sans lendemain
En 2020, Betty de Tiffany McDaniel reçoit le prix du roman Fnac, l'un des plus prescripteurs de la rentrée littéraire, tandis que Chris Offutt remporte avec Nuits Appalaches le prix Mystère de la critique.
Les titres de Gallmeister se répartissent en trois collections : « Nature writing », « Noire » et « Americana », qui sont par la suite regroupés dans une grande collection nommée « Fiction ». La collection de poche, « Totem », publie une trentaine de titres par an. 
Spécialiste de la littérature nord-américaine depuis ses débuts, l'éditeur s'ouvre en 2021 à la littérature d'autres pays, en publiant notamment des romans des écrivains italiens Giulia Caminito et Piergiorgio Pulixi, de l'Allemande Helen Bukowski ou de la Norvégienne Maren Uthaug.
En avril 2023, la maison d'édition lance une nouvelle collection haut de gamme, Litera, consacrée aux classiques. La sélection de titres rassemble des œuvres de la littérature étrangère entièrement retraduites, mais aussi de la littérature française. 

## Auteurs
(D'après le site officiel.)
- Edward Abbey
- Elliot Ackerman
- Eve Babitz
- Rick Bass
- Jon Bassoff
- Viken Berberian
- James Carlos Blake
- William Boyle
- Jamey Bradbury
- Henry Bromell
- Larry Brown
- Helene Bukowski
- James M. Cain
- Giulia Caminito
- Ron Carlson
- Lea Carpenter
- James Fenimore Cooper
- Ned Crabb
- Stephen Crane
- James Crumley
- Rye Curtis
- James Oliver Curwood
- Andy Davidson
- Kathleen Dean Moore
- James Dickey
- Katharine Dion
- Katherine Dunn
- Mary Relindes Ellis
- Peter Farris
- John Farris
- Howard Fast
- Christa Faust
- Joe Flanagan
- Emily Fridlund
- Pete Fromm
- Amity Gaige
- Samuel W. Gailey
- John Gierach
- Julia Glass
- Aaron Gwyn
- Roderick Haig-Brown
- Jennifer Haigh
- John Haines
- Mark Haskell Smith
- Jean Hegland
- Jake Hinkson
- Bruce Holbert
- Claire Holroyde
- Robert Hunter
- Craig Johnson
- Dorothy M. Johnson
- Phil Klay
- Adam Langer
- Barry Lopez
- Jim Lynch
- Ross Macdonald
- Bruce Machart
- William March
- Mesha Maren
- Ayana Mathis
- Louisa May Alcott
- Matthew McBride
- James McBride
- Keith McCafferty
- Howard McCord
- Mike McCrary
- Tiffany McDaniel
- Thomas McGuane
- Larry McMurtry
- John McPhee
- Kent Meyers
- Margaret Mitchell
- Luke Mogelson
- David Morrell
- Melinda Moustakis
- Tim O'Brien
- Chris Offutt
- Greg Olear
- Robert Olmstead
- Doug Peacock
- Kate Reed Petty
- Edgar Allan Poe
- Piergiorgio Pulixi
- Tom Robbins
- Todd Robinson
- Emily Ruskovich
- Thomas Savage
- Rob Schultheis
- Bob Shacochis
- Terry Southern
- Mark Spragg
- Wallace Stegner
- Mark Sundeen
- Peter Swanson
- Glendon Swarthout
- Gabriel Tallent
- William G. Tapply
- Alex Taylor
- Terry Tempest Williams
- Allan Tennant
- Jim Tenuto
- Boston Teran
- Whitney Terrell
- Walter Tevis
- Henry David Thoreau
- Trevanian
- Ellen Urbani
- Maren Uthaug
- David Vann
- Tony Vigorito
- John D. Voelker
- Kurt Vonnegut
- Kent Wascom
- Larry Watson
- Steve Weddle
- David Heska Wanbli Weiden
- Lance Weller
- Samuel Western
- William Wharton
- Benjamin Whitmer
- Joe Wilkins
- Charles Williams
- Tobias Wolff
- Stephen Wright
- S. Craig Zahler
- Kim Zupan

## Écrire la nature: un genre littéraire
Ce genre littéraire est un courant majeur aux États-Unis né au XIXe siècle avec Walden ou la Vie dans les bois de Henry David Thoreau. Il tend à s’interroger sur les rapports entre l’homme et la nature avec des descriptions rigoureuses de l’environnement. Souvent il s’agit d’auteurs ayant vécu en immersion dans la nature qui écrivent à partir de leurs expériences. Cette littérature compte aujourd'hui plusieurs écoles, dont la plus connue, celle du Montana, accueille des auteurs comme Jim Harrison et James Crumley.